# Josef Tropper
Josef Tropper (* 24. Juli 1963 in Wagna) ist ein österreichischer Semitist.
Nach der Promotion 1989 an der Universität Münster zum Thema Nekromantie. Totenbefragung im Alten Orient und im Alten Testament war er wissenschaftlicher Assistent an der Freien Universität Berlin von 1989 bis 1995. Dort wurde er 1997 mit einer Schrift zur Ugaritischen Grammatik habilitiert. Seit 1995 ist er als wissenschaftlicher Mitarbeiter und Sprachlektor an der Humboldt-Universität zu Berlin tätig. Seit 2004 ist er außerplanmäßiger Professor an der Freien Universität Berlin. 

## Schriften (Auswahl)
- Nekromantie. Totenbefragung im Alten Orient und im Alten Testament (= Alter Orient und Altes Testament. Band 223). Butzon und Bercker, Kevelaer 1989, ISBN 3-7666-9639-4 (zugleich Dissertation, Münster 1988).
- Der ugaritische Kausativstamm und die Kausativbildungen des Semitischen. Eine morphologisch-semantische Untersuchung zum Š-Stamm und zu den umstrittenen nichtsibilantischen Kausativstämmen des Ugaritischen (= Abhandlungen zur Literatur Alt-Syrien-Palästinas. Band 2). Ugarit-Verlag, Münster 1990, ISBN 3-927120-06-5.
- Die Inschriften von Zincirli. Neue Edition und vergleichende Grammatik des phönizischen, sam'alischen und aramäischen Textkorpus (= Abhandlungen zur Literatur Alt-Syrien-Palästinas. Band 6). Ugarit-Verlag, Münster 1993, ISBN 3-927120-14-6.
- Ugaritische Grammatik (= Alter Orient und Altes Testament. Band 273). Ugarit-Verlag, Münster 2000, ISBN 3-927120-90-1.
- Ugaritisch. Kurzgefasste Grammatik mit Übungstexten und Glossa (= Elementa linguarum Orientis. Band 1). Ugarit-Verlag, Münster 2002, ISBN 3-934628-12-5.
- Altäthiopisch. Grammatik des Geʿez mit Übungstexten und Glossar (= Elementa linguarum Orientis. Band 2). Ugarit-Verlag, Münster 2002, ISBN 3-934628-29-X.
- Kleines Wörterbuch des Ugaritischen (= Elementa linguarum Orientis. Band 4). Harrassowitz, Wiesbaden 2008, ISBN 3-447-05638-X.
- mit Juan-Pablo Vita: Das Kanaano-Akkadische der Amarnazeit (= Lehrbücher orientalischer Sprachen. Section 1. Cuneiform languages. Band 1). Ugarit-Verlag, Münster 2010, ISBN 978-3-86835-023-4.
- mit Daniel Nicolae: Biblisch-Aramäisch kompakt. Spenner, Kamen 2010, ISBN 978-3-89991-107-7.
- Altsemitische Metrik. Alternierende Metrik im Biblisch-Hebräischen, Aramäischen, Ugaritischen und Akkadischen. Spenner, Kamen 2010, ISBN 978-3-89991-114-5.
- Akkadisch für Hebraisten und Semitisten. Spenner, Kamen 2011, ISBN 978-3-89991-118-3.
- mit Juan-Pablo Vita: Lehrbuch der ugaritischen Sprache. Zaphon, Münster 2020, ISBN 978-3-96327-070-3.